# Michael Grünberger (Skeletonpilot)
Michael Grünberger (* 5. November 1964) ist ein ehemaliger österreichischer Skeletonfahrer.
Michael Grünberger startete im November 1988 erstmals bei einem Skeleton-Weltcuprennen. In Calgary wurde er Siebter. Schon im nächsten Rennen in Winterberg konnte er sich auf den vierten Platz verbessern. Denselben Rang erreichte er kurz darauf bei den Skeleton-Weltmeisterschaften in St. Moritz, an denen er hier erstmals teilnahm. Seinen endgültigen Durchbruch hatte Grünberger zu Beginn des Jahres 1990. Nachdem er in Igls sein einziges Weltcuprennen gewonnen hatte, gewann er kurz darauf auf der Kunsteisbahn Königssee den Titel bei den Weltmeisterschaften. Ein Jahr später gewann er in Igls die Bronzemedaille, 1993 in La Plagne, 1995 in Lillehammer und 1995 in Calgary wurde er Vierter. Im Weltcup waren seine besten Platzierungen Zweite Plätze in den Saisonen 1990/1991 und 1995/1996. Nach seiner aktiven Karriere wurde Grünberger Nationaltrainer Österreichs.